# الدور (عربستان سعودی)
اد دور در عربستان سعودی است که در استان مکه واقع شده‌است.